# حرمة (الرضمة)

تعديل مصدري - تعديل

حرمة هي إحدى قرى عزلة البكرة بمديرية الرضمة التابعة لمحافظة إب، بلغ تعداد سكانها 508 نسمة حسب تعداد اليمن لعام 2004.